# Alexandre del Valle
Alexandre del Valle (Marseille, 1969. szeptember 6. –) francia politológus, újságíró, esszéíró, publicista. Érdeklődési köre az iszlamizmus, a terrorizmus, és az iszlám világ geopolitikája.

## Életrajz
Del Valle 1969. szeptember 6-án Marseille-ben született.

### Tanulmányai
Politikatudományt, történelmet és a honvédelmi és politikai doktrínák történetét tanulta az Aix-en-Provence-i Politikatudományi Intézetben (Sciences Po Aix), a montpellier-i Paul-Valéry Egyetemen és a Milánói Egyetem Politikatudományi Karán.
Kortárs történelem témában doktorált a montpellier-i egyetemen, doktori disszertációja címe „A Nyugat az iszlamizmus és az indigenizmus által támogatott második dekolonializációval szemben, a hidegháborútól a mai napig”.

### Szakmai pályája
Szakmai pályája kezdetén köztisztviselő volt Franciaországban, majd az Európai Parlamentben dolgozott, és később megalapította Brüsszelben saját tanácsadó cégét.
Jelenleg geopolitikát tanít a La Rochelle-i Kereskedelmi Főiskolán (Sup de Co).

### Esszéírói pályája
Del Valle hét könyv szerzője. Lefordították portugál, olasz és szerb nyelvre.
Az iszlamizmus és az Egyesült Államok, szövetség Európa ellen c. első könyvében Alexandre Del Valle fejtegeti, hogy korábban az Amerikai Egyesült Államok támogatta a fundamentalizmust Afganisztánban azért, hogy megakadályozza Oroszország megerősödését.
Háborúk Európa ellen: Koszovó, Bosznia, Csecsenföld c. könyvében Alexandre Del Valle felfedi az ortodox világot bekerítő „zöld övezet stratégiáját”, megállapításai azonban Európa egészére is érvényesek.
A nyugati komplexus c. könyvében Alexandre del Valle úgy fogalmaz, hogy az új évszázad a nyugati világ számára a fokozatos hanyatlást hozza, a Nyugat látványos bukása nem fog bekövetkezni, de a lassú bomlás jelei továbbra is láthatóak lesznek, ami a hegemón helyzet végleges elveszítéséhez vezet. Del Valle felhívja a figyelmet arra: Oroszország ma már nem engedi, hogy az amerikaiak destabilizálják a Moszkvával szövetséges országokat, az úgynevezett „emberi jogok” dogmája nevében, melynek alapelveit egyébként a Nyugat szövetségesei is megszegik (öböl-országok). Az új évszázad legnagyobb kihívása az lesz, hogy ma már nem egyedül a nyugati civilizáció sajátossága a fejlett ipar, hanem valamennyi más civilizációs tömb is erőteljes iparosítást folytat.
A szíriai káosz c. legújabb könyvében Del Valle megvizsgálja a szíriai konfliktus kiváltó okait.

## Művei
- La Maronité politique, Le système confessionnel libanais et la guerre civile, IEP d'Aix-en-Provence, 1992 (Science-Po Aix diplomamunka)
- Statut légal des minorités religieuses en terres d'Islam, Faculté de droit d'Aix-en-Provence, 1993 („Histoire des Idées politiques” DEA-diplomamunka)
- La Théorie des élites, Facoltà di Scienze Politiche di Milano, 1993 („Histoire des doctrines politiques et des institutions politiques” európai DEA-DU-diplomamunka)
- Islamisme et États-Unis, une alliance contre l'Europe (Az iszlamizmus és az Egyesült Államok, szövetség Európa ellen), L'Âge d'Homme, 1997, Lausanne/Paris (ISBN 2-8251-1060-4) (olasz és szerbhorvát fordításban is)
- Une idée certaine de la France (sorozat Christian Jellennel, Eric Zemmourral és G. W. Goldnadellel), főszerk. Alain Griotteray, Paris, 1999, France-Empire, 1998
- Guerres contre l'Europe : Bosnie, Kosovo, Tchétchénie (Háborúk Európa ellen: Koszovó, Bosznia, Csecsenföld), Les Syrtes, 2001 (ISBN 2-84545-045-1) (spanyol, portugál, olasz, szerbhorvát fordításban is)
- Quel avenir pour les Balkans après la guerre du Kosovo, Paneuropa/L'Age d'Homme, Paris/Lausanne, 2000
- Le Totalitarisme islamiste à l'assaut des démocraties, Les Syrtes, Paris, 2002
- La Turquie dans l'Europe : un cheval de Troie islamiste ?, Les Syrtes, Paris, 2004 (ISBN 2-84545-093-1) (J.P. Péroncel-Hugoz előszavával)
- Le Dilemme turc, ou les vrais enjeux de la candidature d'Ankara (Emmanuel Razavival), Les Syrtes, Paris, 2005 (ISBN 2-84545-116-4)
- Frères musulmans. Dans l'ombre d'Al Qaeda, Jean-Cyrille Godefroy, 2005 (ISBN 2-86553-179-1), Paris, 2006 (Emmanuel Razavi előszavával)
- Il Totalitarismo islamista, Oriana Fallaci előszavával, Alessandria, 2006
- Perché la Turchia non può entrare nell'Unione europea, Guerini ed Associati, Milan, 2009 (Roberto de Mattei előszavával)
- I Rossi, Neri, Verdi: la convergenza degli Estremismi anti-occidentali opposti, Ed Lindau, 2009, Torino (Magdi Allam előszavával)
- A Islamizaçao em Europa, Porto, 2010, Editora A Civilizaçao
- Pourquoi on tue des chrétiens dans le monde aujourd'hui ? : La nouvelle christianophobie, Maxima Laurent du Mesnil, Paris, 2011 (Denis Tillinac előszavával).
- Le complexe occidental : Petit traité de déculpabilisation (A nyugati komplexus), L'artilleur/Toucan Essais, Paris, 2014
- Le Chaos syrien, printemps arabes et minorités face à l'islamisme (A szíriai káosz), Dhow, Paris, 2014 (Renaud Girard előszavával)